# AFC Sur
La AFC Sur es la división del sur de la Conferencia Americana de la National Football League. Esta fue creada en la temporada 2002 cuando la liga reorganizó sus divisiones después de la expansión a 32 equipos.

## Equipos
- Houston Texans Tejanos de Houston
- Indianapolis Colts Potros de Indianapolis
- Jacksonville Jaguars Jaguares de Jacksonville
- Tennessee Titans Titanes de Tennessee

Antes de la temporada 2002 los Texans aún no existían, los Colts pertenecían a la AFC Este y los otros dos equipos a la AFC Centro.

## Campeones de división
| Temp. | Equipo             | Marca  | Resultados en los playoffs          |
| ----- | ------------------ | ------ | ----------------------------------- |
| 2002  | Tennessee Titans   | 11-5-0 | Perdió el Campeonato de la AFC      |
| 2003  | Indianapolis Colts | 12-4-0 | Perdió el Campeonato de la AFC      |
| 2004  | Indianapolis Colts | 12-4-0 | Perdió en los playoffs divisionales |
| 2005  | Indianapolis Colts | 14-2-0 | Perdió en los playoffs divisionales |
| 2006  | Indianapolis Colts | 12-4-0 | Ganó el Super Bowl XLI              |
| 2007  | Indianapolis Colts | 13-3-0 | Perdió en los playoffs divisionales |
| 2008  | Tennessee Titans   | 13-3-0 | Perdió en los playoffs divisionales |
| 2009  | Indianapolis Colts | 14-2-0 | Perdió la Super Bowl XLIV           |
| 2010  | Indianapolis Colts | 10-6-0 | Perdió en la ronda Wild Card        |
| 2011  | Houston Texans     | 10-6-0 | Perdió en los playoffs divisionales |
| 2012  | Houston Texans     | 12-4-0 | Perdió en los playoffs divisionales |
| 2013  | Indianapolis Colts | 11-5-0 | Perdió en los playoffs divisionales |
| 2014  | Indianapolis Colts | 11-5-0 | Perdió el Campeonato de la AFC      |
| 2015  | Houston Texans     | 9-7-0  | Perdió en la ronda Wild Card        |
| 2016  | Houston Texans     | 9-7-0  | Perdió en los playoffs divisionales |

| Temp. | Equipo               | Marca  | Resultados en los playoffs          |
| ----- | -------------------- | ------ | ----------------------------------- |
| 2017  | Jacksonville Jaguars | 10-6-0 | Perdió el Campeonato de la AFC      |
| 2018  | Houston Texans       | 11-5-0 | Perdió en la ronda Wild Card        |
| 2019  | Houston Texans       | 10-6-0 | Perdió en los playoffs divisionales |
| 2020  | Tennessee Titans     | 11-5-0 | Perdió en la ronda Wild Card        |
| 2021  | Tennessee Titans     | 12-5-0 | Perdió en los playoffs divisionales |
| 2022  | Jacksonville Jaguars | 9-8-0  | Perdió en los playoffs divisionales |
| 2023  | Houston Texans       | 10-7-0 | Perdió en los playoffs divisionales |
| 2024  | Houston Texans       | 10-7-0 | Perdió en los playoffs divisionales |

## Clasificados a los playoffs vía Wild Card
| Temp. | Equipo                                | Marca         | Resultado en los playoffs                                        |
| ----- | ------------------------------------- | ------------- | ---------------------------------------------------------------- |
| 2002  | Indianapolis Colts                    | 10-6-0        | Perdió en los playoffs divisionales                              |
| 2003  | Tennessee Titans                      | 12-4-0        | Perdió en los playoffs divisionales                              |
| 2005  | Jacksonville Jaguars                  | 12-4-0        | Perdió en los playoffs divisionales                              |
| 2007  | Jacksonville Jaguars Tennessee Titans | 11-5-0 10-6-0 | Perdió en los playoffs divisionales Perdió en la ronda Wild Card |
| 2008  | Indianapolis Colts                    | 12-4-0        | Perdió en la ronda Wild Card                                     |
| 2012  | Indianapolis Colts                    | 11-5-0        | Perdió en la ronda Wild Card                                     |
| 2017  | Tennessee Titans                      | 9-7-0         | Perdió en los playoffs divisionales                              |
| 2018  | Indianapolis Colts                    | 10-6-0        | Perdió en los playoffs divisionales                              |
| 2019  | Tennessee Titans                      | 9-7-0         | Perdió el Campeonato de la AFC                                   |
| 2020  | Indianapolis Colts                    | 11-5-0        | Perdió en la ronda Wild Card                                     |

## Resultados en los playoffs
Estadísticas actualizadas hasta la temporada 2024.
| Equipo               | Campeonatos divisionales | Clasificaciones a playoffs | Apariciones en Super Bowl | Victorias en Super Bowl | Temporadas campeonatos divisionales                   |
| -------------------- | ------------------------ | -------------------------- | ------------------------- | ----------------------- | ----------------------------------------------------- |
| Indianapolis Colts   | 9                        | 14                         | 2 (XLI, XLIV)             | 1 (XLI)                 | 2003, 2004, 2005, 2006, 2007, 2009, 2010, 2013, 2014. |
| Houston Texans       | 8                        | 8                          | 0                         | 0                       | 2011, 2012, 2015, 2016, 2018, 2019, 2023, 2024.       |
| Tennessee Titans     | 4                        | 8                          | 0                         | 0                       | 2002, 2008, 2020, 2021.                               |
| Jacksonville Jaguars | 2                        | 4                          | 0                         | 0                       | 2017, 2022.                                           |